# Actieprogramma Nitraatrichtlijn
Een Actieprogramma Nitraatrichtlijn beschrijft welke maatregelen lidstaten van de Europese Unie nemen om te voldoen aan de Europese Nitraatrichtlijn. De richtlijn vereist dat lidstaten elke vier jaar een actieprogramma opstellen, waarin de maatregelen beschreven worden die nodig zijn om te voldoen aan het doel van die richtlijn. 
Een dergelijk actieprogramma is erop gericht stappen te nemen in het terugdringen van nutriëntenverlies en daarmee een mestbeleid te ontwikkelen, dat ervoor zorgt dat de nitraatconcentratie onder de 50 mg/liter komt in het bovenste grondwater, er geen verslechtering van de waterkwaliteit optreedt en een goede landbouwpraktijk wordt bedreven. Hiermee dient ook eutrofiëring van het oppervlaktewater te worden tegengegaan. 

## Nederland
De Nitraatrichtlijn is de belangrijkste basis van het mestbeleid in Nederland en wordt onder meer geimplementeerd in de Meststoffenwet. Nederland bracht in 2021 het 7e actieprogramma uit dat loopt van 2022 tot 2025. Een belangrijk onderdeel zijn extra maatregelen voor bedrijven op zand- en lossgronden. Deze dienen te werken met rust- en vanggewassen als groenbemesting.